# تثبیت کربن
تثبیت کربن فرایندی است که طی آن موجود زنده (گیاهان) کربن غیر آلی (کربن دی‌اکسید) را به مواد دارای کربن (آلی) تبدیل می‌کند.

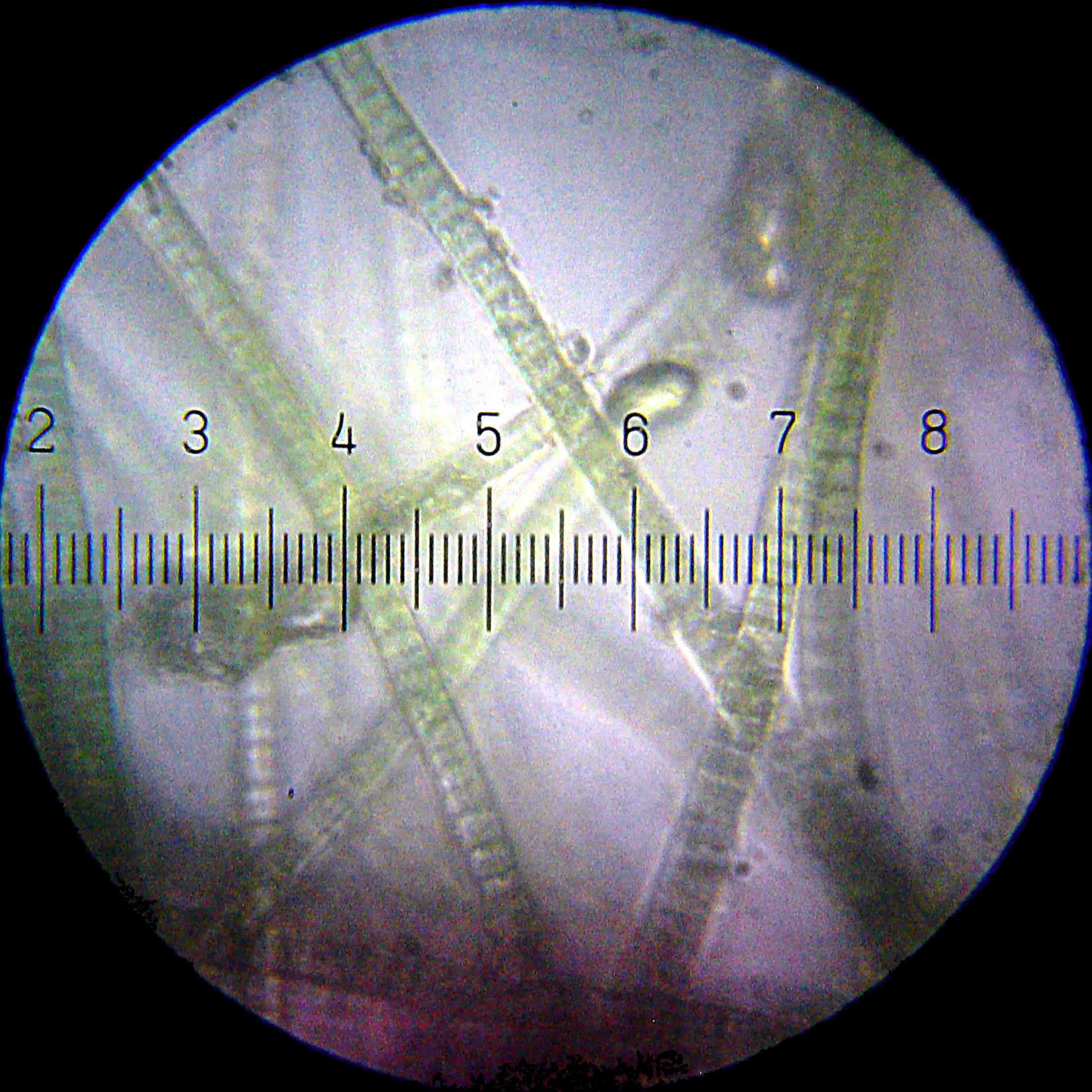
نمونهٔ امروزی از سیانو باکتری که دنیا را تغییر داد

## تثبیت دی‌اکسیدکربن در دستگاه فتوسنتز
اساس کشاورزی برعملکرد یا وزن فراورده‌های زراعی استوار است. چون محصول برداشت‌شده به‌طور معمول براساس میزان معینی رطوبت محک زده می‌شود، عملکرد با وزن ماده خشکی که گیاه تولید می‌کند مساوی فرض می‌شود. در حقیقت، وزن خشک گیاه مابه‌التفاوت CO۲ جذب‌شده (فتوسنتز) و CO۲ دفع‌شده (تنفس) گیاه است. میزان تنفس روزانه در خلال رشد برای اکثر گونه‌های گیاهی تحت شرایط مزرعه‌ای بین ۲۵ تا ۳۰٪ کل فتوسنتز در روز است. موقعی که تنفس بیش از فتوسنتز باشد وزن خشک گیاه کاهش می‌یابد. چنین عملی را می‌توان با قراردادن گیاه در تاریکی که عمل فتوسنتز انجام نخواهد گرفت، نشان داد.
واکنش نوری، انرژی نوری را به انرژی شیمیائی (ATP و NADPH)، تبدیل می‌کند. این ترکیبات سپس به مصرف احیاء CO۲ رسیده و در نتیجه ترکیبات آلی پایدار تولید می‌شوند که وزن ماده خشک گیاه را تشکیل می‌دهند.

## تثبیت کربن در گونه‌های سه‌کربنه
دانش امروزی اما در مورد مسیر کربن در فتوسنتز براساس تحقیقاتی که کالوین و همکاران او در سال ۱۹۷۵ انجام دادده‌اند استوار است.
احیاء CO۲ در چرخه کالوین توسط آنزیم ریبولوز-بیس فسفات (RuBP)، کربوکسیلاز انجام می‌گردد. توجه داشته باشید ATP که در نتیجه فسفریلاسیون نوری تولید شده‌است، برای تبدیل ریبولوز مونوفسفات به ریبولوز بی‌فسفات (RuBP)، مصرف می‌شود. بعد از احیاء CO2, ATP توأم با نوکلئوتیدهای احیاء شده (حاصل از واکنش‌های نوری)، تری‌فسفوگلسیریک اسید (۳-PGA)، را به تری‌فسفوگلیسرآلدئید (۳-PGald)، تبدیل می‌نمایند. گونه‌هائی که دارای این مسیر کربن هستند به گونه‌ها سه کربنه (C3)، معروف هستند زیرا اولین محصول قابل اندازه‌گیری در آن‌ها بعد از افزودن CO۲ رادیواکتیودار (CO۲ ۱۴)، یک مولکول ۳ کربنه یعنی تری‌فسفوگلیسیریک اسید (۳-PGA)، است.

## تثبیت دی‌اکسیدکربن در گونه‌های چهارکربنه
در سال‌های ۱۹۵۴ تا ۱۹۶۶ چرخهٔ کالوین تنها مسیر شناختهٔ شدهٔ احیاء کربن در گیاهان عالی بود، تا اینکه هاچ و سلک در سال ۱۹۶۶ ضمن تحقیق در استرالیا شواهد مشروحی را ارائه دادند که مسیر دیگری را برای تثبیت CO۲ در بعضی از گونه‌های گیاهی نشان می‌داد. در این مسیر، کربن توسط آنزیم فسفوانول پیروات (PEP)، کربوکسیلاز تثبیت می‌شود.
همان‌طوری‌که در شکل حرکت و تثبت CO۲ نشان داده شده‌است ATP تولید شده در فسفریلاسیون نوری برای تبدیل پیروات به فسفوانول پیروات به‌کار می‌رود. PEP که یک مولکول ۳ کربنه است، به سه اسید ۴ کربنه (اسید اگزالواستیک، اسید مالیک و اسید آسپاریک) تبدیل می‌شود. این اسیدها به سلول‌های غلاف آوندی انتقال داده می‌شوند و در آنجا به پیروات تبدیل می‌شوند. در تبدیل این اسیدها به پیروات یک کربن آزاد می‌شود که به RUBP یا یک مولکول ۲ کربنه توسط آنزیم RuBP کربوکسیلاز چسبیده می‌شود و به تری‌فسفوگلیسریک اسید (۳-PGA)، تبدیل می‌شود. بعد از تولید ۳-PGA در غلاف آوندی چرخه کالوین در این گیاهان به‌کار می‌افتد. گونه‌هائی که مسیر هاچ و سلک را طی می‌کنند چهارکربنه (C4)، نامیده می‌شوند، زیرا اولین محصول فتوسنتز آن‌ها که در سلول‌های مزوفیل برگ تولید می‌شود یک مولکول چهارکربنه می‌باشد.

## مقایسه بین گونه‌های C۳ و C4
۱. تفاوت‌های ساختمانی (ساختمان برگ گونه‌های C۴ به نام ساختمان کرانز (Kranz)، مصطلح است).
- در سلول‌های غلاف آوندی گونه‌های C۴ سبزدیسه وجود دارد در صورتی‌که در گیاهان C۳ چنین چیزی وجود ندارد.
- سبزدیسه درون بافت مزوفیل گونه‌های C۳ و C۴ مشابه می‌باشد (دارای غشای خارجی دو لایه هستند و گرانای آن‌ها به‌طور کامل تکامل یافته‌است) اما واکنش‌های بیوشیمیائی که در آن‌ها صورت می‌گیرد بسیار متفاوت است به‌طوری‌که در گونه‌های C۳ احیاء CO۲ توسط آنزیم RuBP کربوکسیلاز صورت می‌گیرد و چرخهٔ کالوین عمل می‌کند و نشاسته در آن‌ها ذخیره می‌شود. در صورتی‌که در گونه‌های C۴ احیاء CO۲ توسط آنزیم PEP کربوکسیلاز صورت می‌گیرد و اسیدهای تولید شده به سلول‌های غلاف آوندی منتقل می‌شوند. در سلول‌های مزوفیل گونه‌های C۴ فقط اسیدهای چهارکربنه تشکیل می‌شود و نشاسته تولید نمی‌گردد.
- سبزدیسه سلول‌های غلاف آوندی گونه‌های C۴ نسبت به سلول‌های مزوفیل بزرگتر ولی گرانای آن‌ها نسبت به سبزدیسه سلول‌های مزوفیل تکاملل کمتری یافته‌است، و از آنجا که چرخهٔ کالوین در آن‌ها عمل می‌نماید بنابراین نشاسته ذخیره می‌کنند.
۲. آنزیم PEP کربوکسیلاز نسبت به آنزیم RuBP کربوکسیلاز میل ترکیبی بیشتری با CO۲ از خود نشان می‌دهد؛ بنابراین قادر خواهد بود در غلظت‌های کم CO۲ بازده بیشتری داشته باشد.
۳. گونه‌های C۴ به‌خصوص در نور زیاد، از سرعت فتوسنتزی بیشتری نسبت به‌گونه‌های C۳ برخوردار هستند.
۴. به لحاظ نیاز آنزیم PEP کربوکسیلاز به ATP، به‌ظاهر این‌طور به‌نظر می‌رسد که گونه‌های C۴ جهت احیاء یک مولکول CO۲ به انرژی بیشتری نسبت به گونه‌های C۳ نیاز داشته باشند لیکن این مسئله هنوز ثابت نشده‌است.
۵. میزان آنزیم RuBP کربوکسیلاز گونه‌های C۴ نسبت به گونه‌های C۳ بسیار کمتر است (حدود ۱۰٪)، در گونه‌های C۳ آنزیم PEP کربوکسیلاز وجود ندارد.
۶. گونه‌های دارای مکانیسم‌های متفاوت تثبیت CO۲ از نظر سازگاری با شرایط محیطی نیز متفاوت هستند. گونه‌های C۳ به شرایط سرد و مرطوب تا گرم مرطوب ولی گونه‌های C۴ به شرایط گرم، خشک یا مرطوب سازگار می‌باشند.
۷. مهم‌ترین عاملی که در گونه‌های C۴ باعث افزایش بازده فتوسنتز می‌شود، عدم وجود تنفس نوری قابل محاسبه می‌باشد، در صورتی‌که در گونه‌های C۳ تنفس نوری، عامل اصلی دفع CO۲ در نور می‌باشد.
تنفس نوری یک فراورده جنبی چرخهٔ کالوین می‌باشد. چون RuBP کربوکسیلاز و RuBP اکسیژناز شبیه به‌هم می‌باشند، CO۲ و O۲ هر دو برای ترکیب با یک ماده که همان RuBP (ریبولوز بی‌فسفات) است رقابت می‌کنند. در گونه‌های C۴ تنفس نوری قابل ملاحظه‌ای صورت نمی‌گیرد. همین عمل را (عدم تنفس نوری) عامل اصلی افزایش بازده فتوسنتزی گونه‌های C۴ نسبت به C۳ می‌دانند. چون انتقال اسیدهای ۴ کربنه به سلول‌های غلاف آوندی غلظت CO۲ را در این سلول‌ها افزایش می‌دهد، در نتیجه شرایط برای واکنش آنزیم RuBP کربوکسیلاز نسبت به RuBP اکسیژناز مساعدتر می‌گردد.
به این دلیل تصور می‌شود که میزان تنفس نوری در گیاهان C۴ بسیار کم یا صفر باشد. به‌هر حال به‌دلیل میل ترکیبی شدید آنزیم PEP کربوکسیلاز با CO۲ در سلول‌های مزوفیل، احتمالاً خروج مولکول CO۲ آزاد شده در سلول‌های غلاف آوندی از برگ مقدور نمی‌باشد؛ بنابراین تنفس نوری اگر هم صورت گیرد قابل اندازه‌گیری نیست. (گلدزورتی، ۱۹۷۰). تنفس نوری منجر به آزادسازی CO۲ می‌گردد بدون آنکه انرژی حاصل از این کار به مصرف مفید برسد. به‌هر حال تنفس نوری زمینه را برای آمینه شدن و تشکیل اسیدهای آمینه فراهم می‌کند و باعث حفظ چرخه فسفات معدنی می‌گردد که ممکن است در شرایط نور کم و درجه حرارت پائین مفید واقع شود. برای محاسبه تنفس نوری از روش‌های مخصوصی استفاده می‌شود
- هوای بدون CO۲ از برگ شفاف و روشن عبور داده می‌شود. اگر CO۲ از برگ دفع شود نشانگر تنفس نوری می‌باشد.
- اگر گیاه یا برگ‌های یک گیاه در محفظه‌ای روشن و بدون ارتباط با هوا قرار داده شود، غلظت CO۲ هوای داخل محفظه کاهش می‌یابد تا آنجا که تعادلی بین غلظت CO۲ برگ و هوا ایجاد گردد (غلظت نقطه تعادل)، که این غلظت نشانگر میزان تنفس نوری می‌باشد (شکل سرعت تبادل کربن در سویا).
- اگر برگی را به سرعت در تاریکی مطلق قرار دهیم فتوسنتز آن قطع می‌شود در حالی‌که تنفس نوری آن به‌دلیل مصرف اسیدگلیکولیک برای مدت کوتاهی ادامه خواهد داشت. این امر باعث افزایش ناگهانی غلظت CO۲ (انفجار پس از روشنائی، post ilumination burst)، خواهد شد. در این حالت میزان CO۲ دفع شده به مراتب بیش از میزان CO۲ خارج شده از طریق تنفس معمولی می‌باشد.
- جهت تبدیل اسیدگلیکولیک به اسید گلی اگزیلیک O۲ مورد نیاز است. اگر مقدار اکسیژن هوا از ۲۱٪ به ۱٪ یا کمتر کاهش یابد تنفس نوری قطع خواهد شد؛ بنابراین اختلاف فتوسنتز در غلظت‌های ۲۱٪ و ۱٪ اکسیژن بیانگر مقدار تنفس نوری می‌باشد (شکل سرعت تبادل کربن در سویا).
هردونوع احیاء CO۲ در گونه‌های زراعی صورت می‌گیرد.

## گیاهان کم (CAM)
نوع سوم احیاء CO۲ که CAM یا متابولیسم کراسولائی (Crassulation acid metabolism)، نامیده می‌شود به‌طور عمده در گیاهان آبدار که دارای برگ‌ها یا ساقه‌ها گوشتی هستند صورت می‌گیرد. چنین گیاهانی به شرایط خشک که کمی تعرق لازمه بقا است سازگار شده‌اند. در شرایط رطوبت کم، روزنه‌ها در شب باز شده و CO۲ جذب می‌کنند و در روز بسته می‌شوند؛ لذا شدت تعرق گیاه خیلی کم می‌شود. از گیاهان زراعی فقط تعداد معدودی دارای چرخهٔ CAM هستند که عبارتند از: آناناس، انواع آگاو از جمله: sisal گیاه صباره (Agave fourcrodes)، و از این قبیل و کاکتوس.
گونه‌های دارای چرخهٔ CAM مانند گونه‌های C4, CO۲ را به‌صورت اسیدهای چهارکربنه با PEP کربوکسیلاز تثبیت می‌کنند و تفاوت آن‌ها با گیاهان C۴ در این است که این عمل در شب هنگامی‌که روزنه‌ها باز هستند انجام می‌گیرد. انرژی لازم برای این عمل را گلی‌کولیز تأمین می‌نماید. در روز تشعشع خورشید سبب بسته شدن شکاف روزنه‌های برگ‌ها می‌شود، لیکن این انرژی نوری جهت ادامه چرخهٔ کالوین به‌کار می‌رود و CO۲ از اسید چهارکربنه آزاد می‌گردد، نظیر آنچه که در سلول‌های غلاف آوندی در گونه‌های C۴ صورت می‌پذیرد. سبزدیسه گونه‌های CAM شباهت زیادی به سبزدیسه گونه‌های C۳ دارد. فعالیت روزنه‌ها و عمل کربوکسیلاسیون گونه‌های CAM در شرایط مرطوب و مساعد ممکن است به‌صورت گونه‌های C۳ تغییر پیدا می‌کند؛ بنابراین گیاهان CAM دارای خصوصیات فیزیولوژیکی پیشرفته‌ای می‌باشند که آن‌ها را قادر می‌سازد. رطوبت کمتری از دست بدهند و در نتیجه از خشکی بگریزند. در جائی که رطوبت قابل استفاده جهت زنده‌ماندن گیاهان زراعی کم باشد، این‌گونه گیاهان اهمیت خاصی دارند.